# Vadim Pronskii
Vadïm Denisovitsj Pronskïy (Russisch: Вадим Денисович Пронский) (Astana, 4 juni 1998) is een Kazachs wielrenner die anno 2025 voor Terengganu Cycling Team rijdt.

## Carrière
In 2015 werd Pronskïy, achter Assilchan Toerar, tweede op het nationale kampioenschap tijdrijden voor junioren. Die maanden later nam hij deel aan het wereldkampioenschap, waar hij vijftiende werd in de tijdrit. In januari 2016 werd hij Aziatisch kampioen tijdrijden door het 22,4 kilometer lange parcours bijna anderhalve minuut sneller af te leggen dan de nummer twee, Amir Hossein Jamshidian. Later dat jaar werd hij nationaal kampioen in zowel de tijdrit als de wegwedstrijd, won hij de tweede etappe in de Ronde van Lunigiana en eindigde hij bovenaan het bergklassement van de Ronde van Basilicata.
In 2017 behaalde Pronskïy zijn eerste zege als eliterenner toen hij de snelste was in de individuele tijdrit in de Bałtyk-Karkonosze Tour. Door zijn overwinning steeg hij naar de tweede plaats in het klassement, die hij in de laatste etappe met succes verdedigde. Later dat jaar eindigde hij onder meer bovenaan het jongerenklassement van de Ronde van de Aostavallei. In 2018 wist hij het eindklassement van de Ronde van de Aostavallei op zijn naam te schrijven.

## Overwinningen
2016
 Aziatisch kampioen tijdrijden, Junioren
 Kazachs kampioen tijdrijden, Junioren
 Kazachs kampioen op de weg, Junioren
2e etappe Ronde van Lunigiana
Bergklassement Ronde van Basilicata
2017
5e etappe Bałtyk-Karkonosze Tour
Jongerenklassement Bałtyk-Karkonosze Tour
Jongerenklassement Ronde van de Aostavallei
2018
4e etappe Ronde van de Aostavallei
Eind- en puntenklassement Ronde van de Aostavallei
2019
Jongerenklassement Ronde van de Ain
Jongerenklassement Ronde van Oostenrijk
Jongerenklassement Ronde van Guadeloupe
Jongerenklassement Ronde van Kroatië

## Resultaten in voornaamste wedstrijden
| Jaar | Ronde van Italië | Ronde van Frankrijk | Ronde van Spanje |
| ---- | ---------------- | ------------------- | ---------------- |
| 2020 |                  |                     |                  |
| 2021 | 40e              |                     |                  |
| 2022 | 29e              |                     | 38e              |
| 2023 | 43e              |                     | 91e              |
| 2024 | opgave           |                     |                  |

| Jaar | Clásica San Sebastián |  | WK op de weg |
| ---- | --------------------- |  | ------------ |
| 2020 |                       |  | 49e          |
| 2021 |                       |  |              |
| 2022 | 54e                   |  | opgave       |
| 2023 |                       |  |              |
| 2024 |                       |  |              |

## Ploegen
- 2017 –  Astana City
- 2018 –  Astana City
- 2019 –  Vino-Astana Motors (tot 31 juli)
- 2019 –  Astana Pro Team (stagiair, vanaf 1 augustus)
- 2020 –  Astana Pro Team
- 2021 –  Astana-Premier Tech
- 2022 –  Astana Qazaqstan
- 2023 –  Astana Qazaqstan
- 2024 –  Astana Qazaqstan
- 2025 –  Terengganu Cycling Team

Axmetov · Gorboesjin · Koelimbetov · Koezmin · Lwşşenko · Natarov · Nikitin · Panassenko · Pronskïy · Satlikov · Şteyn · Tsjsjerbinin · Tsoj · Ulısbajev
Axmetov · Bajembajev · Coy · Kwzmïn · Lwşşenko · Marwxin · Natarov · Nïkïtïn · Pronskïy · Şteyn · Ulısbajev · Zaycev
Ballerini · Bilbao · Bïjigitov · Boaro · Bohórquez · Cataldo · Contreras · Cort · De Vreese · Fominykh · Fraile · Fuglsang · Gïdïç · Gregaard · Groezdev · Hirt · Houle · G. Izagirre · J. Izagirre · Kudus · Loetsenko · López · Natarov · Sánchez · Stalnov · Villella · Zacharov · Zejts
Aranburu · Bïjigitov · Boaro · Bohórquez · Contreras · De Vreese · Felline · Fominykh · Fraile · Fuglsang · Gïdïç · Gregaard · Groezdev · Houle · G. Izagirre · J. Izagirre · Kudus · Loetsenko · López · Martinelli · Natarov · Pronskïÿ · Rodríguez · Sánchez · Stalnov · Tejada · Vlasov · Zacharov
Aranburu · Battistella · Boaro · Broesenski · Contreras · de Bod · Fjodorov · Felline · Fraile · Fuglsang · Gïdïç · Gregaard · Groezdev · Houle · G. Izagirre · J. Izagirre · Kudus · Loetsenko · Martinelli · Natarov · Perry · Piccolo tot 31 mei · Pronskïÿ · Rodríguez · Romo · Sánchez · Sobrero · Stalnov · Tejada · Vlasov · Zacharov
Basso · Battistella · Boaro · Broesenski · Conti · de Bod · de la Cruz · Dombrowski · Fjodorov · Felline · Gazzoli (tot 10/8) · Gïdïç · Groezdev · Henao (tot 31/07) · López · Loetsenko · Martinelli · Moscon · Natarov · A. Nibali · V. Nibali · Nurlykhassym · Pronskïÿ · Raboesjenka · Romo · Scaroni (vanaf 28/07) · Tejada · Velasco · Zacharov · Zejts · Chzhan (stagiair) · Syritsa (stagiair)
Basso · Battistella · Boaro · Bol · Broesenski · Cavendish · Chzhan · de la Cruz · Dombrowski · Fjodorov · Felline · Garofoli · Gïdïç · Groezdev · Laas · Loetsenko · Martinelli · Moscon · Natarov · Nibali · Nurlykhassym · Pronskïÿ · Raboesjenka · Romo · Sánchez · Scaroni · Syritsa · Tejada · Velasco · Zejts
Ballerini · Battistella · Bettiol (vanf 15/8) · Bol · Brusenskii · Cavendish · Charmig · Fjodorov · Fortunato · Garofoli · Gazzoli · Giditş · Groezdev · Kanter · Koezmin · López · Loetsenko · Maroechin · Mulubrhan · Mørkøv · Pronskii · Scaroni · Schelling · Selig · Syritsa · Tejada · Tsjzjan · Umba · Velasco · Vinokoerov · Goyo (stagiair) · Smirnov (stagiair) · Trezise (stagiair)